# (16599) Shorland
Pour les articles homonymes, voir Shorland.
(16599) Shorland est un astéroïde de la ceinture principale.

## Description
(16599) Shorland est un astéroïde de la ceinture principale. Il fut découvert le 20 janvier 1993 à Yatsugatake par Yoshio Kushida et Osamu Muramatsu. Il présente une orbite caractérisée par un demi-grand axe de 2,87 UA, une excentricité de 0,19 et une inclinaison de 4,7° par rapport à l'écliptique.

## Compléments